# Долгополов, Михаил Николаевич
Михаи́л Никола́евич Долгопо́лов (27 января 1901, Екатеринослав, Российская империя — 27 августа 1977, Москва, СССР) — советский журналист и сценарист. Член Союза писателей СССР. Заслуженный работник культуры РСФСР (1971).

## Биография
Родился 27 января 1901 года в Екатеринославе.
Окончил ХI Московскую гимназию[уточнить] и три курса Плехановского института. С 1920 года служил в армии, к концу 1923-го — начальник отдела по учёту бронемашин и танков управления бронесил РККА.
Был вольнослушателем театроведческого факультета ГИТИСа, который не окончил.
Начиная с 1924 года пробовал себя в журналистике и работал в изданиях «Комсомольская правда» (с 1927), «Кино-газета», «Пролеткино»[уточнить] и других. В 1930-х годах начал писать сценарии для кинематографа.
В 1941 году в связи с началом Великой Отечественной войны был мобилизован в качестве военного корреспондента. В числе других отобранных журналистов освещал торжественный акт капитуляции гитлеровской Германии.
После демобилизации вернулся в редакцию газеты «Известия», где с 1938 по 1977 год работал специальным корреспондентом.
Скончался 27 августа 1977 года в Москве. Похоронен на 16-м участке Ваганьковского кладбища.

### Семья
- Гражданская жена в 1940-е гг. — артистка балета Надежда Сергеевна Надеждина (1904—1979).
- Сын — Николай Михайлович Долгополов (род. 1949) — журналист, писатель и публицист.

## Фильмография

### Сценарист
- 1937 — Граница на замке
- 1944 — Сильва
- 1960 — Девичья весна

## Сочинения
- Моя профессия / Лит. запись М. Долгополова. — М.: Правда, 1957. — 32 с. — (Библиотека «Огонёк» № 17).
- Последний факир России. [Д. И. Лонго] / Министерство культуры. Союзгосцирк. — М.: Искусство, 1972. — 31 с.
- Минувших дней воспоминания / Послесл. А. Плюща. — М.: Известия, 1977. — 351 с.
- Звёздное ожерелье : [Очерки о мастерах культуры] / Послесл. А. Плюща. — М.: Известия, 1986. — 367 с.

### В соавторстве
- Финские изверги / М. Долгополов, А. Кафман. — М.: Госполитиздат, 1944. — 103 с.